# 铁炉村站
铁炉村站位于北京市延庆区大庄科乡铁炉村，是大秦铁路的一座火车站，等级为四等站，距大同站300公里，距秦皇岛站353公里，本站及相邻上下行区间均为电气化区段，不办理客运业务。
该站位于北京市，但由太原铁路局管辖。